# Cherokee (Iowa)
Pour les articles homonymes, voir Cherokee (homonymie).
La ville de Cherokee est le siège du comté de Cherokee, situé dans l’État de l’Iowa, aux États-Unis. Sa population s’élevait à 5 253 habitants lors du recensement de 2010, estimée à 4 900 habitants en 2018.

## Démographie
| Groupe            | Cherokee | Iowa | États-Unis |
| ----------------- | -------- | ---- | ---------- |
| Blancs            | 95,5     | 91,3 | 72,4       |
| Autres            | 1,2      | 1,8  | 6,2        |
| Métis             | 1,1      | 1,8  | 2,9        |
| Afro-Américains   | 1,0      | 2,9  | 12,6       |
| Asiatiques        | 0,7      | 1,7  | 4,8        |
| Amérindiens       | 0,3      | 0,4  | 0,9        |
| Océaniens         | 0,2      | 0,1  | 0,2        |
| Total             | 100      | 100  | 100        |
|                   |          |      |            |
| Latino-Américains | 2,9      | 5,0  | 16,7       |

Selon l'American Community Survey, pour la période 2011-2015, 96,4 % de la population âgée de plus de 5 ans déclare parler anglais à la maison, alors que 2,9 % déclare parler l'espagnol, 0,3 % le russe et 0,3 % l'allemand.

## Transports
Cherokee possède un aéroport municipal (Cherokee Municipal Airport, code AITA : CKP).

## Source
- (en) Cet article est partiellement ou en totalité issu de l’article de Wikipédia en anglais intitulé « Cherokee, Iowa » (voir la liste des auteurs).

1. ↑  (en) « Population and Housing Unit Estimates » (consulté le 19 septembre 2019)
2. ↑  (en) « Census of Population and Housing » [archive du 26 avril 2015], Census.gov (consulté le 4 juin 2015)
3. ↑  (en) « Population of Cherokee, Iowa - Census 2010 and 2000 », sur censusviewer.com (consulté le 4 mars 2016).
4. ↑  (en) « Population of Iowa - Census 2010 and 2000 », sur censusviewer.com (consulté le 4 mars 2016).
5. ↑  (en) « Language spoken at home by ability to speak English for the population 5 years and over », sur factfinder.census.gov.